# Jessica Dubé
Jessica Dubé (Drummondville, Quebec, 29 de outubro de 1987) é uma ex-patinadora artística de duplas canadense. Parceira de Bryce Davison, ela é três vezes (2007, 2009, 2010) campeã nacional canadense, medalhista de bronze no Mundial de 2008 e medalha de prata no Campeonato dos Quatro Continentes de Patinação Artística no Gelo de 2009.

## Acidente
Em fevereiro de 2007 um acidente aconteceu com a patinadora Jessica Dubé, que teve seu rosto cortado violentamente pelos patins do companheiro Bryce Davison. Foram 80 pontos no rosto.
Ela e Bryce competiram nas olimpiadas de inverno em Vancouver 2010 e ficaram em 6° lugar.

## Principais resultados

### Com Sébastien Wolfe
| Resultados                               | Resultados       | Resultados    | Resultados    | Resultados    | Resultados    | Resultados    | Resultados    | Resultados    | Resultados    | Resultados    | Resultados    | Resultados    |
| Internacional                            | Internacional    | Internacional | Internacional | Internacional | Internacional | Internacional | Internacional | Internacional | Internacional | Internacional | Internacional | Internacional |
| Evento/Temporada                         | 2011– 2012       | 2012– 2013    |               |               |               |               |               |               |               |               |               |               |
| ---------------------------------------- | ---------------- | ------------- | ------------- | ------------- | ------------- | ------------- | ------------- | ------------- | ------------- | ------------- | ------------- | ------------- |
| Campeonato Mundial                       | 12.ª             |               |               |               |               |               |               |               |               |               |               |               |
| Camp. dos Quatro Continentes             | 8.ª              |               |               |               |               |               |               |               |               |               |               |               |
| GP Rostelecom Cup                        |                  | WD            |               |               |               |               |               |               |               |               |               |               |
| GP Skate America                         |                  | WD            |               |               |               |               |               |               |               |               |               |               |
| GP Skate Canada International            | 6.ª              |               |               |               |               |               |               |               |               |               |               |               |
| GP Trophée Éric Bompard                  | 5.ª              |               |               |               |               |               |               |               |               |               |               |               |
| Nebelhorn Trophy                         | 6.ª              |               |               |               |               |               |               |               |               |               |               |               |
| Nacional                                 |                  |               |               |               |               |               |               |               |               |               |               |               |
| Campeonato Canadense                     | Medalha de prata | WD            |               |               |               |               |               |               |               |               |               |               |
|                                          |                  |               |               |               |               |               |               |               |               |               |               |               |
| Legenda: GP = Grand Prix; WD = Abandonou |                  |               |               |               |               |               |               |               |               |               |               |               |

### Com Bryce Davison
| Jogos Olímpicos                                                                                                 |                  |                  | 10.ª             |                 |                   |                   | 6.ª               |  |  |  |  |  |
| Campeonato Mundial                                                                                              |                  |                  | 7.ª              | 7.ª             | Medalha de bronze | 7.ª               | 6.ª               |  |  |  |  |  |
| Camp. dos Quatro Continentes                                                                                    |                  |                  |                  | WD              |                   | Medalha de prata  |                   |  |  |  |  |  |
| GP Grand Prix Final                                                                                             |                  |                  |                  |                 | 4.ª               |                   |                   |  |  |  |  |  |
| GP Cup of China                                                                                                 |                  |                  | 4.ª              |                 |                   |                   |                   |  |  |  |  |  |
| GP NHK Trophy                                                                                                   |                  |                  |                  |                 | Medalha de bronze | Medalha de bronze |                   |  |  |  |  |  |
| GP Skate America                                                                                                |                  |                  | 6.ª              |                 | Medalha de ouro   |                   |                   |  |  |  |  |  |
| GP Skate Canada International                                                                                   |                  |                  |                  |                 | Medalha de prata  | Medalha de prata  | Medalha de bronze |  |  |  |  |  |
| GP Trophée Éric Bompard                                                                                         |                  |                  |                  |                 |                   |                   | Medalha de prata  |  |  |  |  |  |
| Internacional – Júnior                                                                                          |                  |                  |                  |                 |                   |                   |                   |  |  |  |  |  |
| Campeonato Mundial Júnior                                                                                       | Medalha de prata | Medalha de prata |                  |                 |                   |                   |                   |  |  |  |  |  |
| JGP Grand Prix Júnior Final                                                                                     | Medalha de ouro  | WD               |                  |                 |                   |                   |                   |  |  |  |  |  |
| JGP JGP China                                                                                                   |                  | Medalha de prata |                  |                 |                   |                   |                   |  |  |  |  |  |
| JGP JGP Estados Unidos                                                                                          |                  | Medalha de ouro  |                  |                 |                   |                   |                   |  |  |  |  |  |
| JGP JGP Japão                                                                                                   | Medalha de ouro  |                  |                  |                 |                   |                   |                   |  |  |  |  |  |
| JGP JGP México                                                                                                  | Medalha de ouro  |                  |                  |                 |                   |                   |                   |  |  |  |  |  |
| Nacional |                  |                  |                  |                 |                   |                   |                   |  |  |  |  |  |
| Campeonato Canadense                                                                                            |                  | WD               | Medalha de prata | Medalha de ouro | Medalha de prata  | Medalha de ouro   | Medalha de ouro   |  |  |  |  |  |
| Campeonato Canadense – Júnior                                                                                   | Medalha de ouro  |                  |                  |                 |                   |                   |                   |  |  |  |  |  |
| Equipes |                  |                  |                  |                 |                   |                   |                   |  |  |  |  |  |
| Troféu Mundial por Equipes                                                                                      |                  |                  |                  |                 |                   | 2T/3P             |                   |  |  |  |  |  |
| |                  |                  |                  |                 |                   |                   |                   |  |  |  |  |  |
| Legenda: GP = Grand Prix; JGP = Grand Prix Júnior; WD = Abandonou; Competição não foi disputada nesta temporada |                  |                  |                  |                 |                   |                   |                   |  |  |  |  |  |

### Com Samuel Tetrault
| Resultados                                                                     | Resultados             | Resultados             | Resultados             | Resultados             | Resultados             | Resultados             | Resultados             | Resultados             | Resultados             | Resultados             | Resultados             | Resultados             |
| Internacional – Júnior                                                         | Internacional – Júnior | Internacional – Júnior | Internacional – Júnior | Internacional – Júnior | Internacional – Júnior | Internacional – Júnior | Internacional – Júnior | Internacional – Júnior | Internacional – Júnior | Internacional – Júnior | Internacional – Júnior | Internacional – Júnior |
| Evento/Temporada                                                               | 2001– 2002             | 2002– 2003             |                        |                        |                        |                        |                        |                        |                        |                        |                        |                        |
| ------------------------------------------------------------------------------ | ---------------------- | ---------------------- | ---------------------- | ---------------------- | ---------------------- | ---------------------- | ---------------------- | ---------------------- | ---------------------- | ---------------------- | ---------------------- | ---------------------- |
| Campeonato Mundial Júnior                                                      |                        | 9.ª                    |                        |                        |                        |                        |                        |                        |                        |                        |                        |                        |
| JGP Grand Prix Júnior Final                                                    | 6.ª                    | Medalha de prata       |                        |                        |                        |                        |                        |                        |                        |                        |                        |                        |
| JGP JGP Alemanha                                                               |                        | Medalha de ouro        |                        |                        |                        |                        |                        |                        |                        |                        |                        |                        |
| JGP JGP Canadá                                                                 |                        | Medalha de bronze      |                        |                        |                        |                        |                        |                        |                        |                        |                        |                        |
| JGP JGP Japão                                                                  | Medalha de prata       |                        |                        |                        |                        |                        |                        |                        |                        |                        |                        |                        |
| JGP JGP Países Baixos                                                          | Medalha de bronze      |                        |                        |                        |                        |                        |                        |                        |                        |                        |                        |                        |
| Nacional                                                                       |                        |                        |                        |                        |                        |                        |                        |                        |                        |                        |                        |                        |
| Campeonato Canadense – Júnior                                                  |                        | Medalha de ouro        |                        |                        |                        |                        |                        |                        |                        |                        |                        |                        |
| Campeonato Canadense – Noviço                                                  | Medalha de ouro        |                        |                        |                        |                        |                        |                        |                        |                        |                        |                        |                        |
|                                                                                |                        |                        |                        |                        |                        |                        |                        |                        |                        |                        |                        |                        |
| Legenda: JGP = Grand Prix Júnior; Competição não foi disputada nesta temporada |                        |                        |                        |                        |                        |                        |                        |                        |                        |                        |                        |                        |

### Individual feminino
| Resultados                                                                                     | Resultados             | Resultados             | Resultados             | Resultados             | Resultados             | Resultados             | Resultados             | Resultados             | Resultados             | Resultados             | Resultados             | Resultados             |
| Internacional – Júnior                                                                         | Internacional – Júnior | Internacional – Júnior | Internacional – Júnior | Internacional – Júnior | Internacional – Júnior | Internacional – Júnior | Internacional – Júnior | Internacional – Júnior | Internacional – Júnior | Internacional – Júnior | Internacional – Júnior | Internacional – Júnior |
| Evento/Temporada                                                                               | 2001– 2002             | 2002– 2003             | 2003– 2004             | 2004– 2005             | 2005– 2006             | 2006– 2007             | 2007– 2008             |                        | 2010– 2011             |                        |                        |                        |
| ---------------------------------------------------------------------------------------------- | ---------------------- | ---------------------- | ---------------------- | ---------------------- | ---------------------- | ---------------------- | ---------------------- | ---------------------- | ---------------------- | ---------------------- | ---------------------- | ---------------------- |
| JGP JGP Alemanha                                                                               |                        |                        |                        | WD                     |                        |                        |                        |                        |                        |                        |                        |                        |
| JGP JGP China                                                                                  |                        |                        |                        | Medalha de bronze      |                        |                        |                        |                        |                        |                        |                        |                        |
| JGP JGP México                                                                                 |                        |                        | Medalha de bronze      |                        |                        |                        |                        |                        |                        |                        |                        |                        |
| JGP JGP Polônia                                                                                |                        |                        | 6.ª                    |                        |                        |                        |                        |                        |                        |                        |                        |                        |
| Internacional – Noviço                                                                         |                        |                        |                        |                        |                        |                        |                        |                        |                        |                        |                        |                        |
| Mladost Trophy                                                                                 | Medalha de bronze      |                        |                        |                        |                        |                        |                        |                        |                        |                        |                        |                        |
| Nacional                                                                                       |                        |                        |                        |                        |                        |                        |                        |                        |                        |                        |                        |                        |
| Campeonato Canadense                                                                           |                        |                        |                        |                        | 8.ª                    | WD                     | 6.ª                    |                        | 6.ª                    |                        |                        |                        |
| Campeonato Canadense – Júnior                                                                  |                        | 5.ª                    | Medalha de prata       |                        |                        |                        |                        |                        |                        |                        |                        |                        |
| Campeonato Canadense – Noviço                                                                  | Medalha de prata       |                        |                        |                        |                        |                        |                        |                        |                        |                        |                        |                        |
|                                                                                                |                        |                        |                        |                        |                        |                        |                        |                        |                        |                        |                        |                        |
| Legenda: JGP = Grand Prix Júnior; WD = Abandonou; Competição não foi disputada nesta temporada |                        |                        |                        |                        |                        |                        |                        |                        |                        |                        |                        |                        |